# Dia Internacional dels Esquerrans
El Dia Internacional dels Esquerrans (anglès: International Left Handers Day) és una jornada internacional promoguda per Lefthanders International, Inc. i Left handers Club per donar a conèixer i ajudar a reduir les dificultats que troben les persones esquerranes en una societat predominantment dretana, com haver de fer servir eines pensades per a dretans i diverses situacions de discriminació i fins i tot assetjament. Se celebra cada 13 d'agost des del 1976, quan Dean R. Campbell va fundar Lefthanders International, Inc. El 1992, a més, es va crear el Left Handers Club. S'estima que aproximadament un 13% de la població mundial és esquerrana.